# Canton de Loué
Le canton de Loué est une circonscription électorale française située dans le département de la Sarthe et la région Pays de la Loire.

## Géographie
Ce canton est organisé autour de Loué dans les arrondissements de La Flèche et de Mamers. Son altitude varie de 27 m (Noyen-sur-Sarthe) à 228 m (Saint-Denis-d'Orques).

## Histoire
Par décret du 24 février 2014, le nombre de cantons du département est divisé par deux, avec mise en application aux élections départementales de mars 2015. Le canton de Loué est conservé et s'agrandit. Il passe de 14 à 44 communes.

## Représentation

### Conseillers d'arrondissement (de 1833 à 1940)
Le canton de Loué appartenait à l'arrondissement du Mans jusqu'en 2006.
| Période                                  | Période      | Identité                        | Étiquette       | Qualité |
| ---------------------------------------- | ------------ | ------------------------------- | --------------- | --- |
| 1833                                     |              | Prosmane Guillaume Claude Robin |                 | Notaire à Loué, propriétaire à Saint-Ouen-en-Champagne                                                      |
|                                          |              |                                 |                 | |
|                                          | 1882 (décès) | Léonard Jean Bachelot           |                 | Propriétaire à Loué                                                                                         |
|                                          |              |                                 |                 | |
|                                          | 1922         | Albert Demelle                  | Républicain     | Pharmacien, adjoint au maire de Loué                                                                        |
| 1922                                     | 1925         | Alphonse Ricordeau              | Radical         | Vétérinaire, maire de Loué                                                                                  |
|                                          |              |                                 |                 | |
| 1934                                     | 1940         | Julien Leproust                 | Union nationale | Maire de Longnes                                                                                            |
| 1940                                     |              |                                 |                 | Les conseils d'arrondissement ont été suspendus par la loi du 12 octobre 1940 et n'ont jamais été réactivés |
| Les données manquantes sont à compléter. |              |                                 |                 | |

### Conseillers généraux de 1833 à 2015
| Période | Période      | Identité                                         | Étiquette          | Qualité |
| ------- | ------------ | ------------------------------------------------ | ------------------ | --- |
| 1833    | 1839         | Pierre-René Fautrat-La Guérinière                |                    | Propriétaire à Loué |
| 1839    | 1848         | Émile Gougeon                                    |                    | Avoué au Mans |
| 1848    | 1864         | René Hamon                                       |                    | Propriétaire, maire de Saint-Denis-d'Orques |
| 1864    | 1871         | Jules Bernard-Dutreil                            | Conservateur       | Conseiller de préfecture, maire de Saint-Denis-d'Orques, député de la Mayenne (1848-1849), député de la Sarthe (1871-1876), sénateur de la Sarthe (1876) |
| 1871    | 1877         | Abel Cosnard                                     | Républicain        | Propriétaire, maire de Vallon-sur-Gée (1870-1874 et 1876-1882)                                                                                           |
| 1877    | 1883         | Marquis René de Montesson                        | Droite             | Propriétaire à Souligné-sous-Vallon |
| 1883    | 1889         | Paul Auguy                                       | Républicain        | Maire de Saint-Denis-d'Orques |
| 1889    | 1909 (décès) | Louis Cornu                                      | Droite             | Maire de Joué-en-Charnie (1897-…) |
| 1909    | 1925         | Armand Binault                                   | RG                 | Notaire, maire de Loué |
| 1925    | 1927 (décès) | Alphonse Ricordeau                               | Rad.               | Vétérinaire, maire de Loué |
| 1927    | 1937         | Adolphe Soury                                    | Union républicaine | Greffier de la justice de paix, conseiller municipal de Loué                                                                                             |
| 1937    | 1940         | Paul Goussu                                      | PDP                | Industriel, député (1936-1940), négociant au Mans, ancien conseiller d'arrondissement du premier canton du Mans                                          |
|         |              |                                                  |                    | |
| 1945    | 1958 (décès) | Paul Goussu                                      | DVD puis CNIP      | Député (1956-1958) |
| 1958    | 1982         | Jean du Fresne, Marquis de Beaucourt (1909-1987) | RI puis UDF-PR     | Officier de cavalerie, maire de Coulans-sur-Gée |
| 1982    | 1994         | Yves Bellessort                                  | UDF                | Chirurgien-dentiste, maire de Loué |
| 1994    | 2015         | Michel Drouin                                    | UMP                | Médecin, maire de Vallon-sur-Gée |

Le canton participe à l'élection du député de la quatrième circonscription de la Sarthe.

### Conseillers départementaux depuis 2015
| Période élective | Période élective | Mandat | Mandat   | Identité          | Nuance | Nuance | Qualité |
| ---------------- | ---------------- | ------ | -------- | ----------------- | ------ | ------ | --- |
| 2015             | 2021             | 2015   | 2021     | Fabien Lorne      |        | LR     | Expert forestier, maire de Chevillé (2008-2020), ancien conseiller général du canton de Brûlon, 2e vice-président du conseil départemental                             |
| 2015             | 2021             | 2015   | 2021     | Catherine Paineau |        | DVD    | Responsable du Centre de l'international et des langues de l'université du Maine, conseillère municipale de Loué (opposition)                                          |
| 2021             | 2028             | 2021   | en cours | Joël Métenier     |        | LR     | Ancien maire de Saint-Symphorien, président de la communauté de communes de la Champagne Conlinoise et du Pays de Sillé, ancien conseiller général du canton de Conlie |
| 2021             | 2028             | 2021   | en cours | Catherine Paineau |        | LR     | Conseillère sortante |

### Résultats détaillés

#### Élections de mars 2015
À l'issue du 1er tour des élections départementales de 2015, deux binômes sont en ballottage : Fabien Lorne et Catherine Paineau (Union de la Droite, 35,5 %) et Esméralda Bouquet et Guy Le Pennec (FN, 27,77 %). Le taux de participation est de 50,72 % (10 719 votants sur 21 135 inscrits) contre 49,74 % au niveau départemental et 50,17 % au niveau national.
Au second tour, Fabien Lorne et Catherine Paineau (Union de la Droite) sont élus avec 65,1 % des suffrages exprimés et un taux de participation de 51,59 % (6 317 voix pour 10 904 votants et 21 135 inscrits).

#### Élections de juin 2021
Le premier tour des élections départementales de 2021 est marqué par un très faible taux de participation (33,26 % au niveau national). Dans le canton de Loué, ce taux de participation est de 31,55 % (6 810 votants sur 21 587 inscrits) contre 29,78 % au niveau départemental. À l'issue de ce premier tour, deux binômes sont en ballottage : Joël Métenier et Catherine Paineau (Union au centre et à droite, 30,84 %) et Michel Briffault et Catherine Lemercier (Divers, 18,18 %).
Le second tour des élections est marqué une nouvelle fois par une abstention massive équivalente au premier tour. Les taux de participation sont de 34,36 % au niveau national, 30,67 % dans le département et 31,93 % dans le canton de Loué. Joël Métenier et Catherine Paineau (Union au centre et à droite) sont élus avec 56,94 % des suffrages exprimés (3 496 voix pour 6 896 votants et 21 597 inscrits),,.

## Composition

### Composition avant 2015

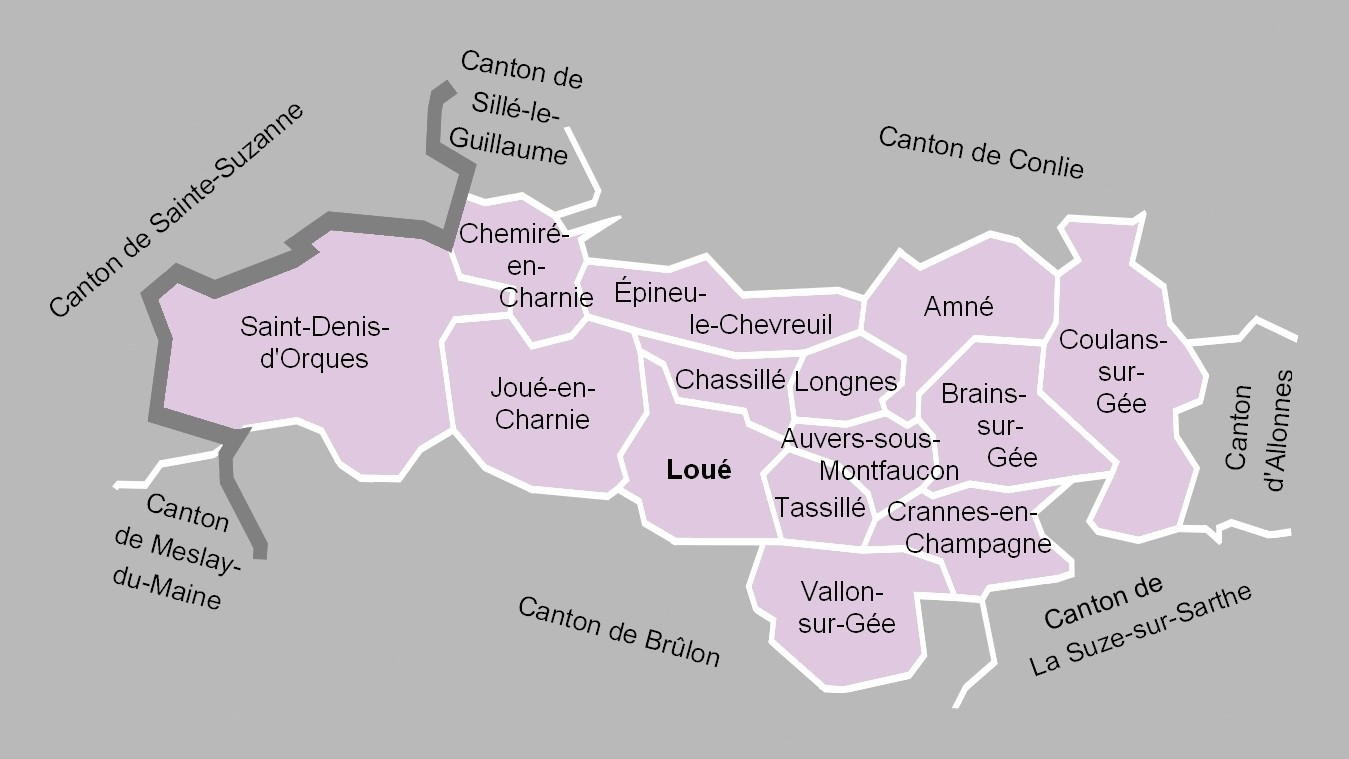
La carte des communes de l'ancien canton. Les cantons limitrophes étaient ceux de Sainte-Suzanne, de Sillé-le-Guillaume, de Conlie, d'Allonnes, de La Suze-sur-Sarthe, de Brûlon et de Meslay-du-Maine.

Situation du canton dans l'arrondissement de La Flèche.

Le canton de Loué regroupait quatorze communes.
| Nom                    | Code Insee | Codepostal | Superficie (km2) | Population (dernière pop. légale) | Densité (hab./km2) |
| ---------------------- | ---------- | ---------- | ---------------- | --------------------------------- | ------------------ |
| Loué (chef-lieu)       | 72168      | 72540      | 15,85            | 2 184 (2012)                      | 138                |
| Amné                   | 72004      | 72540      | 15,95            | 528 (2012)                        | 33                 |
| Auvers-sous-Montfaucon | 72017      | 72540      | 7,49             | 244 (2012)                        | 33                 |
| Brains-sur-Gée         | 72045      | 72550      | 15,90            | 740 (2012)                        | 47                 |
| Chassillé              | 72070      | 72540      | 7,27             | 269 (2012)                        | 37                 |
| Chemiré-en-Charnie     | 72074      | 72540      | 11,47            | 221 (2012)                        | 19                 |
| Coulans-sur-Gée        | 72096      | 72550      | 27,48            | 1 668 (2012)                      | 61                 |
| Crannes-en-Champagne   | 72107      | 72540      | 11,97            | 349 (2012)                        | 29                 |
| Épineu-le-Chevreuil    | 72126      | 72540      | 14,70            | 295 (2012)                        | 20                 |
| Joué-en-Charnie        | 72149      | 72540      | 23,53            | 628 (2012)                        | 27                 |
| Longnes                | 72166      | 72540      | 6,40             | 350 (2012)                        | 55                 |
| Saint-Denis-d'Orques   | 72278      | 72350      | 47,17            | 869 (2012)                        | 18                 |
| Tassillé               | 72348      | 72540      | 6,46             | 142 (2012)                        | 22                 |
| Vallon-sur-Gée         | 72367      | 72540      | 17,15            | 797 (2012)                        | 46                 |

À la suite du redécoupage des cantons pour 2015, toutes les communes sont à nouveau rattachées au canton de Loué auquel s'ajoutent les quatorze communes du canton de Brûlon, les quinze du canton de Conlie et une commune du canton de Malicorne-sur-Sarthe.

#### Anciennes communes
Les anciennes communes suivantes étaient incluses dans le canton de Loué :
- Étival-en-Charnie, absorbée en 1809 par Chemiré-en-Charnie ;
- Montreuil-en-Champagne, absorbée en 1809 par Joué-en-Charnie.

### Composition depuis 2015
Lors du redécoupage de 2014, le canton comptait quarante-quatre communes entières.
À la suite de la création de la commune nouvelle de Bernay-Neuvy-en-Champagne au 1er janvier 2019, le canton comprend désormais quarante-trois communes entières.
| Nom                           | Code Insee | Intercommunalité                                  | Superficie (km2) | Population (dernière pop. légale) | Densité (hab./km2) | Modifier                                    |
| ----------------------------- | ---------- | ------------------------------------------------- | ---------------- | --------------------------------- | ------------------ | ------------------------------------------- |
| Loué (bureau centralisateur)  | 72168      | LBN Communauté                                    | 15,85            | 2 100 (2022)                      | 132                | modifier les données · modifier les données |
| Amné                          | 72004      | LBN Communauté                                    | 15,95            | 569 (2022)                        | 36                 | modifier les données · modifier les données |
| Auvers-sous-Montfaucon        | 72017      | LBN Communauté                                    | 7,49             | 229 (2022)                        | 31                 | modifier les données · modifier les données |
| Avessé                        | 72019      | LBN Communauté                                    | 18,72            | 335 (2022)                        | 18                 | modifier les données · modifier les données |
| Bernay-Neuvy-en-Champagne     | 72219      | CC de la Champagne Conlinoise et du Pays de Sillé | 25,13            | 768 (2022)                        | 31                 | modifier les données · modifier les données |
| Brains-sur-Gée                | 72045      | LBN Communauté                                    | 15,90            | 781 (2022)                        | 49                 | modifier les données · modifier les données |
| Brûlon                        | 72050      | LBN Communauté                                    | 16,27            | 1 525 (2022)                      | 94                 | modifier les données · modifier les données |
| Chantenay-Villedieu           | 72059      | LBN Communauté                                    | 27,74            | 816 (2022)                        | 29                 | modifier les données · modifier les données |
| La Chapelle-Saint-Fray        | 72066      | CC de la Champagne Conlinoise et du Pays de Sillé | 6,38             | 421 (2022)                        | 66                 | modifier les données · modifier les données |
| Chassillé                     | 72070      | LBN Communauté                                    | 7,27             | 250 (2022)                        | 34                 | modifier les données · modifier les données |
| Chemiré-en-Charnie            | 72074      | LBN Communauté                                    | 11,47            | 213 (2022)                        | 19                 | modifier les données · modifier les données |
| Chevillé                      | 72083      | LBN Communauté                                    | 14,23            | 357 (2022)                        | 25                 | modifier les données · modifier les données |
| Conlie                        | 72089      | CC de la Champagne Conlinoise et du Pays de Sillé | 17,16            | 1 828 (2022)                      | 107                | modifier les données · modifier les données |
| Coulans-sur-Gée               | 72096      | LBN Communauté                                    | 27,48            | 1 619 (2022)                      | 59                 | modifier les données · modifier les données |
| Crannes-en-Champagne          | 72107      | LBN Communauté                                    | 11,97            | 341 (2022)                        | 28                 | modifier les données · modifier les données |
| Cures                         | 72111      | CC de la Champagne Conlinoise et du Pays de Sillé | 11,50            | 490 (2022)                        | 43                 | modifier les données · modifier les données |
| Degré                         | 72113      | CC de la Champagne Conlinoise et du Pays de Sillé | 9,83             | 746 (2022)                        | 76                 | modifier les données · modifier les données |
| Domfront-en-Champagne         | 72119      | CC de la Champagne Conlinoise et du Pays de Sillé | 20,97            | 1 062 (2022)                      | 51                 | modifier les données · modifier les données |
| Épineu-le-Chevreuil           | 72126      | LBN Communauté                                    | 14,70            | 290 (2022)                        | 20                 | modifier les données · modifier les données |
| Fontenay-sur-Vègre            | 72136      | LBN Communauté                                    | 11,46            | 309 (2022)                        | 27                 | modifier les données · modifier les données |
| Joué-en-Charnie               | 72149      | LBN Communauté                                    | 23,53            | 597 (2022)                        | 25                 | modifier les données · modifier les données |
| Lavardin                      | 72157      | CC de la Champagne Conlinoise et du Pays de Sillé | 7,63             | 695 (2022)                        | 91                 | modifier les données · modifier les données |
| Longnes                       | 72166      | LBN Communauté                                    | 6,40             | 295 (2022)                        | 46                 | modifier les données · modifier les données |
| Maigné                        | 72177      | LBN Communauté                                    | 11,50            | 336 (2022)                        | 29                 | modifier les données · modifier les données |
| Mareil-en-Champagne           | 72184      | LBN Communauté                                    | 7,97             | 346 (2022)                        | 43                 | modifier les données · modifier les données |
| Mézières-sous-Lavardin        | 72197      | CC de la Champagne Conlinoise et du Pays de Sillé | 15,31            | 679 (2022)                        | 44                 | modifier les données · modifier les données |
| Neuvillalais                  | 72216      | CC de la Champagne Conlinoise et du Pays de Sillé | 18,86            | 593 (2022)                        | 31                 | modifier les données · modifier les données |
| Noyen-sur-Sarthe              | 72223      | LBN Communauté                                    | 43,58            | 2 585 (2022)                      | 59                 | modifier les données · modifier les données |
| Pirmil                        | 72237      | LBN Communauté                                    | 17,40            | 505 (2022)                        | 29                 | modifier les données · modifier les données |
| Poillé-sur-Vègre              | 72239      | LBN Communauté                                    | 17,57            | 597 (2022)                        | 34                 | modifier les données · modifier les données |
| La Quinte                     | 72249      | CC de la Champagne Conlinoise et du Pays de Sillé | 8,81             | 805 (2022)                        | 91                 | modifier les données · modifier les données |
| Ruillé-en-Champagne           | 72261      | CC de la Champagne Conlinoise et du Pays de Sillé | 14,93            | 301 (2022)                        | 20                 | modifier les données · modifier les données |
| Saint-Christophe-en-Champagne | 72274      | LBN Communauté                                    | 7,81             | 214 (2022)                        | 27                 | modifier les données · modifier les données |
| Saint-Denis-d'Orques          | 72278      | LBN Communauté                                    | 47,17            | 750 (2022)                        | 16                 | modifier les données · modifier les données |
| Saint-Ouen-en-Champagne       | 72307      | LBN Communauté                                    | 11,20            | 238 (2022)                        | 21                 | modifier les données · modifier les données |
| Saint-Pierre-des-Bois         | 72312      | LBN Communauté                                    | 7,54             | 225 (2022)                        | 30                 | modifier les données · modifier les données |
| Saint-Symphorien              | 72321      | CC de la Champagne Conlinoise et du Pays de Sillé | 22,49            | 499 (2022)                        | 22                 | modifier les données · modifier les données |
| Sainte-Sabine-sur-Longève     | 72319      | CC de la Champagne Conlinoise et du Pays de Sillé | 11,82            | 729 (2022)                        | 62                 | modifier les données · modifier les données |
| Tassé                         | 72347      | LBN Communauté                                    | 10,77            | 289 (2022)                        | 27                 | modifier les données · modifier les données |
| Tassillé                      | 72348      | LBN Communauté                                    | 6,46             | 132 (2022)                        | 20                 | modifier les données · modifier les données |
| Tennie                        | 72351      | CC de la Champagne Conlinoise et du Pays de Sillé | 33,13            | 1 017 (2022)                      | 31                 | modifier les données · modifier les données |
| Vallon-sur-Gée                | 72367      | LBN Communauté                                    | 17,15            | 778 (2022)                        | 45                 | modifier les données · modifier les données |
| Viré-en-Champagne             | 72379      | LBN Communauté                                    | 11,48            | 203 (2022)                        | 18                 | modifier les données · modifier les données |
| Canton de Loué                | 7207       |                                                   | 687,98           | 28 457 (2022)                     | 41                 | modifier les données                        |

## Démographie

### Démographie avant 2015
| 1962  | 1968  | 1975  | 1982  | 1990  | 1999  | 2006  | 2011  | 2012  |
| ----- | ----- | ----- | ----- | ----- | ----- | ----- | ----- | ----- |
| 7 969 | 7 601 | 7 222 | 6 804 | 6 977 | 7 483 | 8 432 | 9 211 | 9 284 |

### Démographie depuis 2015
En 2022, le canton comptait 28 457 habitants, en évolution de −4,06 % par rapport à 2016 (Sarthe : −0,25 %, France hors Mayotte : +2,11 %).
| 2013   | 2018   | 2022   |
| ------ | ------ | ------ |
| 29 697 | 29 217 | 28 457 |